# Distretto di Mito
Il distretto di Mito  è uno dei diciassette distretti della provincia di Concepción, in Perù. Si trova nella regione di Junín e si estende su una superficie di 25,21  chilometri quadrati.